# Sanctorum, Puebla
Sanctorum är en ort i Mexiko.   Den ligger i kommunen Cuautlancingo och delstaten Puebla, i den sydöstra delen av landet, 100 km öster om huvudstaden Mexico City. Sanctorum ligger 2 146 meter över havet och antalet invånare är 27 936.
Terrängen runt Sanctorum är en högslätt. Runt Sanctorum är det mycket tätbefolkat, med 1 573 invånare per kvadratkilometer. Närmaste större samhälle är Puebla de Zaragoza, 8,6 km sydost om Sanctorum. Omgivningarna runt Sanctorum är en mosaik av jordbruksmark och naturlig växtlighet.